# ديكسي هويل
ديكسي هويل (بالإنجليزية: Dixie Howell)‏ هو ضابط أمريكي، ولد في 24 نوفمبر 1912 في هارتفورد في الولايات المتحدة، وتوفي في 2 مارس 1971.

## وصلات خارجية
- ديكسي هويل على موقعبيزبول رفرنس.كوم (الدوري الثانوي) (الإنجليزية)
- ديكسي هويل على موقع مرجع كرة القدم المحترفة.كوم (الإنجليزية)
- ديكسي هويل على موقع IMDb (الإنجليزية)
- ديكسي هويل على موقع قاعدة بيانات الفيلم (الإنجليزية)